# Volastonit
Volastonit je kalcijev silikatni mineral s kemijsko formulo CaSiO3. Majhen del kalcija je lahko zamenjan z železom ali manganom. Mineral je po navadi bele barve. Volastonit nastaja kadar je onečiščen apnenec ali dolomit izpostavljena visokim temperaturam in tlakom, včasih tudi v prisotnosti silikatnih tekočin, kakršne so v skarnih ali kontaktnih metamorfnih kamninah. Med spremljajočimi minerali so najpogostejši granati, vezuvianit, diopsid, tremolit, epidot, plagioklazni glinenci, piroksen in kalcit. 
Ime je dobil po angleškemu kemiku in mineralogu  Williamu Hydeu Wollastonu (1766–1828).

## Sestava
Volastonit je sestavljen iz dveh glavnih komponent: CaO in SiO2. V čistem mineralu je vsebnost obeh kompomnent približno enaka: 48,3% CaO in 51,7% SiO2. Kalcij je lahko, na primer v rodonitu,  delno zamenjan z  železom, manganom in magnezijem.
Volastonit lahko tvori niz trdnih raztopin CaSiO3 - FeSiO3 in MnSiO3 - CaSiO3.

## Struktura
Volastonit kristalizira v Triklinski triklinskem kristalnem sistemu s šestimi osnovnimi enotami v osnovni celici. Mineral so zaradi razmerja Si:O = 1:3 uvrščali med piroksene, dokler niso leta 1931 ugotovili, da so v volastonitu vsi trije tetraedri [SiO2] vgrajeni v polimerno verigo, medtem ko sta v piroksenih vgarajena samo dva.
- Osnovna celica volastonita
- Razporeditev tetraedrov [SiO2] v piroksenih in volastonitu

## Geološka nahajališča
Volastonit se običajno nahaja v termično metamorfiranem nečistem apnencu in preperelih apnenčastih sedimentih, ki so prišli v stik s silicijevim dioksidom. Pojavlja se tudi kot nečistoča v magmatskih kamninah. Volastonit je v večini omenjenih nahajališč nastal v reakciji med kalcitom in kremenom:
CaCO3 + SiO2 → CaSiO3 + CO2
Mineral lahko nastaja tudi v skarnu v difuzijski reakciji med peščenjakom in kalcijem iz apnenca.
V Sloveniji so volastonit našli na Pohorju.

## Uporaba in proizvodnja
Volastonit je zaradi velike bistrosti in beline, majhnega navzemanja vode in olja in majhne vsebnosti hlapnih komponent zelo uporaben predvsem v industriji keramike, zavornih oblog in sklopk, predelavi kovin ter polnilo za barvne premaze, papir in plastiko. Večina volastonita se porabi v industriji keramičnih ploščic. Bolj nečist mineral se uporablja v proizvodnji kamene volne in kot okrasni kamen v gradbeništvu.
Največji proizvajalec volastonita je Kitajska, ki proizvede več kot plovico svetovne proizvodnje (300.000 t/leto). Sledijo ji Indija (177.000 t), Mehika (43.000 t) in Finska (20.000 t).